# Thiemo Janssen
Thiemo Janssen (* 1966 in Freiburg im Breisgau) ist ein deutscher Organist und Kirchenmusiker.

## Leben
Thiemo Janssen studierte in Hannover, Lyon und Hamburg Kirchenmusik, Musiktheorie und Orgel. Seine Lehrer waren unter anderem Ulrich Bremsteller, Harald Vogel, Louis Robilliard und Wolfgang Zerer. Von 1995 bis 2000 war er Organist und Kantor an St. Nikolaus in Friedrichshafen. Seit dem Jahr 2000 ist er, gemeinsam mit seiner Frau Agnes Luchterhandt, Organist und Kantor an der Ludgeri-Kirche in Norden/Ostfriesland. Die dortige Arp-Schnitger-Orgel stammt von 1688. Von 2000 bis 2006 unterrichtete Thiemo Janssen Orgel an der Hamburger Musikhochschule. Er ist als Solist und Kursdozent in Europa, den USA, Japan und Südkorea tätig. Mehrere Rundfunk-, CD- und Fernsehaufnahmen liegen vor.

## Diskografie
- Die Woehl-Orgel von St. Nikolaus in Friedrichshafen am Bodensee. Psallite, 1998.
- Arp Schnitger in Niedersachsen. Arp-Schnitger-Gesellschaft e. V., 2002 (Orgel in Grasberg).
- Arp-Schnitger-Orgel Norden Vol. 1. MDG 906 1363-6, 2005.
- Arp-Schnitger-Orgel Norden Vol. 2. MDG 906 1502-6, 2008.
- Arp-Schnitger-Orgel Norden Vol. 3. MDG 906 1753-6, 2012.
- Orgellandschaften. Folge 4: Ostfriesland (Teil 1). NOMINE 2590065, 2013.
- Orgellandschaften. Folge 8: Weihnachtliche Orgelmusik. NOMINE 7942878, 2017.
- Lieblingsstücke. Folge 9: Osteel und Uttum. NOMINE 10819049, 2021.

## Auszeichnungen
- „Preis der deutschen Schallplattenkritik“ – Vierteljahresliste[3]